# JDŽ 06 sorozat
Az SHS 486 sorozatú (később  JDŽ 06 sorozatú) mozdonyok jugoszláv nehéz személyvonati gőzmozdonyok voltak.
A hegyi pályákban bővelkedő Szerb–Horvát–Szlovén Királyság Vasútja (SHS), - 1929-től Jugoszláv Királyság - számára gyártotta a Borsig Mozdonyművek. A mozdonyokból a második világháborús események kapcsán egy darab MÁV állományba került, ahol 404.001 pályaszámot kapott.